# Serguei Kariakin
|  | Aquest article tracta sobre l'escaquista. Si cerqueu el pilot, vegeu «Serguei Kariakin (conductor de quads)». |

Serguei Kariakin (en ucraïnès: Сергій Карякін; en rus: Сергей Карякин; nascut el 12 de gener de 1990 a Simferòpol) és un Gran Mestre d'escacs nacionalitzat rus (anteriorment, ucraïnès). Va ser un nen prodigi dels escacs, i té diversos rècords en aquest àmbit: fou el més jove jugador en obtenir el títol de Mestre Internacional, amb onze anys i onze mesos, i també el més jove en obtenir el títol de Gran Mestre Internacional als dotze anys i set mesos. Aquest rècord el va superar, per 2 mesos, Abhimanyu Mishra, el juny de 2021.
El 25 de juliol de 2009 va obtenir la nacionalitat russa, i des de llavors juga representant aquest país.
El març de 2016, Kariakin va guanyar el Torneig de Candidats del 2016, i va esdevenir candidat al campionat del món. Finalment, va perdre de manera ajustada el el matx pel campionat del món contra Magnus Carlsen a les darreries de novembre de 2016.
A la llista d'Elo de la FIDE del març de 2022, hi tenia un Elo de 2747 punts, cosa que en feia el jugador número 3 (en actiu) de Rússia, i el 18è millor jugador del rànquing mundial. El seu màxim Elo va ser de 2788 punts, a la llista de juliol de 2011 (posició 5 al rànquing mundial).

## Prodigi dels escacs
Karjakin va aprendre a jugar als escacs quan tenia cinc anys i va esdevenir Mestre Internacional als onze anys i onze mesos d'edat. El 1999 es proclamà Campió d'Europa Sub-10. El 2001, va guanyar el Campionat del món Sub-12, a Orpesa. La primera vegada que va atreure l'atenció internacional fou el gener de 2002, quan va exercir d'analista del seu col·lega ucraïnès Ruslan Ponomariov, durant la final del Campionat del món de la FIDE de 2002, a despit que tot just acabava de complir dotze anys. En aconseguir de seguida tres normes de GM als torneigs Aeroflot Open a Moscou, Alushta el maig de 2002 i al torneig internacional de Sudak l'agost de 2002, va superar Bu Xiangzhi per convertir-se en el més jove Gran Mestre en la història dels escacs a l'edat de dotze anys i set mesos exactament.
A l'edat de catorze anys va derrotar el vigent Campió del món, Vladímir Kràmnik, durant l'edició del 2004 del Dortmund Sparkassen Chess Meeting, en una partida ràpida (al ritme de deu minuts, més cinc segons per jugada). També el 2004, Karjakin va ser l'únic humà que guanyar una màquina en el Campionat del món d'escacs per equips home vs màquina a Bilbao, on era el més jove i el de més baix rànquing. Kariakin va guanyar contra el programa d'ordinador Deep Junior. Aquell mateix any va acabar en segon lloc rere Borís Guélfand al torneig de Pamplona, celebrat del 20 al 29 de desembre.
Kariakin va entrar al top-100 mundial a la llista d'Elo de la FIDE d'abril de 2005, on hi constava com a número 64 del món, amb un Elo de 2635 punts. Va guanyar el torneig Young Stars of the World de 2005, celebrat a Kirishi, Rússia, del 14 al 26 de maig, amb 8½ punts (+7 =3 -1). Tot just abans del torneig, es va veure involucrat, juntament amb Nigel Short en un accident de cotxe en el camí cap a l'aeroport d'Atenes i va patir ferides lleus. Posteriorment, en Short va comentar que "gairebé va canviar el rumb de la història dels escacs en evitar que el futur campió del món morís mentre era al seu cotxe". A finals d'any, va participar en la Copa del món de 2005 a Khanti-Mansisk, un torneig classificatori per al cicle del Campionat del món de 2007, on va tenir una mala actuació i fou eliminat en primera ronda per Csaba Balogh.

## L'ascens cap al cim
El 2007 va formar part de l'equip del Tomsk-400 que guanyar el Campionat de Rússia per Equips amb un resultat perfecte de 9/9. A la Copa del món de 2007, que servia de torneig de classificació pel Campionat del món de 2009, en Kariakin hi assolí les semifinals, on perdé contra l'espanyol Aleksei Xírov. A la llista d'Elo de la FIDE de gener del 2008, publicada tot just abans del seu divuitè aniversari, va passar per primer cop la barrera dels 2700 punts, una marca que sovint és vista com la fita que separa els jugadors d'elit de la resta de Grans Mestres, amb un Elo de 2732, que el situava en 13è lloc mundial.
El juliol de 2008 va jugar un matx de 10 partides ràpides contra Nigel Short i el va guanyar de forma convincent per 7½-2½. El febrer de 2009 va guanyar el Torneig Corus a Wijk aan Zee (un torneig de Categoria XIX) amb una puntuació de 8/13, mig punt més que Serguei Movsessian, Levon Aronian, i Teimur Radjàbov A la Copa del món de 2009, jugada el desembre de 2009, i classificatòria per al Campionat del món de 2011, arribà a les semifinals, perdé contra Borís Guélfand.
Posteriorment va guanyar l’ACP World Rapid Cup celebrada entre el 27 i el 29 de maig de 2010, un torneig en què va guanyar en Dmitri Iakovenko a la final per 4-3. El mateix any, empatà al primer lloc al Memorial Mikhaïl Tal, tot i que quedà segon per desempat, rere Levon Aronian i per davant de Xakhriar Mamediàrov. El desembre de 2010 quedà primer (exaequo amb Ian Nepómniasxi) a la 63a edició del Campionat de Rússia, tot i que va perdre el títol al playoff de desempat.
Entre l'agost i el setembre de 2011 participà en la Copa del món de 2011, a Khanti-Mansisk, un torneig del cicle classificatori pel Campionat del món de 2013, i hi va tenir una raonable actuació. Fou eliminat a la tercera ronda per Judit Polgár (½-1½).
El novembre de 2011 Kariakin va empatar als llocs 3r–5è amb Vassil Ivantxuk i Ian Nepómniasxi al Memorial Tal, a Moscou, de Categoria XXII.
El juliol de 2012 va guanyar el Campionat del món de ràpides un punt sencer per davant del número u mundial Magnus Carlsen a Astanà, Kazakhstan. El mateix mes, també va empatar al primer lloc al torneig de Dortmund amb Fabiano Caruana tot i que fou segon després del tiebreak.
L'agost de 2013 participà en la Copa del Món de 2013, on va tenir una bona actuació, i arribà a la quarta ronda, on fou eliminat per Dmitri Andreikin 1-3.
L'agost de 2012, fou segon a la 65a edició del Campionat d'escacs de Rússia a Moscou, després d'un desempat a partides ràpides contra cinc jugadors (el campió fou Dmitri Andreikin)
El gener de 2014, a la 75a edició del Torneig Tata Steel, celebrat entre l'11 i el 26 de gener a Wijk aan Zee hi empatà als llocs 2n-3r amb Anish Giri (el campió fou Levon Aronian). El març de 2014 participà en el Torneig de Candidats del Campionat del Món de 2014 on fou segon amb 7½ punts, a un punt del guanyador Viswanathan Anand.
L'agost de 2015 fou subcampió de Rússia amb 7 punts d'11, jugat a Txità, mig punt per sota del campió Ievgueni Tomaixevski. L'octubre del mateix any fou el vencedor de la Copa del Món després de guanyar en el desempat a Piotr Svídler a la final. Amb aquests resultat es classificà pel Torneig de Candidats de 2016. El desembre de 2015 és 3r-7è (quart en el desempat) del Qatar Masters amb 6½ punts de 9 (el campió fou Magnus Carlsen).
El març de 2016 guanyà el Torneig de Candidats del Campionat del món de 2016 i s'enfrontà el novembre de 2016 a Nova York amb el vigent campió del món Magnus Carlsen. Kariakin derrotà a Fabiano Caruana a la darrera ronda en 42 moviments amb la variant Rauzer de la defensa siciliana, i d'aquesta forma liderà en solitari el Torneig de Candidats amb 8½ punts de 14 partides. Kariakin perdé el Campionat del món d'escacs de 2016 contra Magnus Carlsen després de dotze partides a ritme clàssic amb empat a 6 punts i quatre partides de desempat a ritme ràpid amb victòria final per Carlsen per 1 a 3.
El juny de 2016 fou cinquè a la Copa del President del Kazakhstan, de semiràpides, celebrada a Almaty (el campió fou Farrukh Amonatov).
El desembre de 2016 va jugar el Campionat del Món de ràpides a Doha, Qatar, on fou campió puntuant 16½/21, empatat però amb millor desempat que Magnus Carlsen, i 2 punts per damunt de la resta de participants.
El març de 2019 fou membre de l'equip rus que va quedar primer al Campionat del món per equips a Astanà.
El desembre de 2020 fou segon al campionat d'escacs de Rússia amb 7 punts sobre 11 partides, mig punt per sota d'Ian Nepómniasxi.

### Participació en olimpíades d'escacs
En Kariakin ha participat, representant Ucraïna, en tres Olimpíades d'escacs entre els anys 2004 i 2008 (amb un total de 20 punts de 27 partides, un 74,1%). Hi ha aconseguit dues medalles d'or, a l'edició de 2004, en què Ucraïna guanyà per equips, i ell mateix obtingué el primer lloc a la classificació individual al millor jugador en el segon tauler suplent.
| Any  | Olimpíada         | Ciutat  | Elo propi | Tauler           | Partides | Guanyades | Taules | Perdudes | %     | Posició indiv. | Posició equip |
| ---- | ----------------- | ------- | --------- | ---------------- | -------- | --------- | ------ | -------- | ----- | -------------- | ------------- |
| 2004 | XXXVI Olimpíada   | Calvià  | 2576      | 2n suplent (UCR) | 7        | 6         | 1      | 0        | 92,9% | Medalla d'or   | Medalla d'or  |
| 2006 | XXXVII Olimpíada  | Torí    | 2661      | 3r (UCR)         | 11       | 6         | 5      | 0        | 77,3% | 4              | 8             |
| 2008 | XXXVIII Olimpíada | Dresden | 2730      | 2n (UCR)         | 9        | 2         | 6      | 1        | 55,6% | 6              | 4             |

## Vida personal
Kariakin es va casar amb Galiya Kamalova el maig de 2014, i hi té un fill que va néixer a les darreries de 2015. Anteriorment havia estat casat amb la Gran Mestre Femenina ucraïnesa Kateryna Dolzhikova.
El 25 de juliol de 2009, per decret del president de Rússia Dmitri Medvédev, Kariakin va obtenir la ciutadania russa. Aquell mateix any va passar de representar la federació ucraïnesa a la russa internacionalment, amb l'objectiu d'obtenir millor finançament i entrenadors. Ha viscut a Moscou des de 2009.
Karjakin es considera a si mateix rus, i no ucraïnès, i va donar suport a l'adhesió de Crimea i Sebastòpol a la Federació Russa, i a Vladímir Putin. És ortodox.